# Perconia centrifasciata
Perconia centrifasciata är en fjärilsart som beskrevs av Barend J. Lempke 1952. Perconia centrifasciata ingår i släktet Perconia och familjen mätare. Inga underarter finns listade i Catalogue of Life.